# John Y. Mason

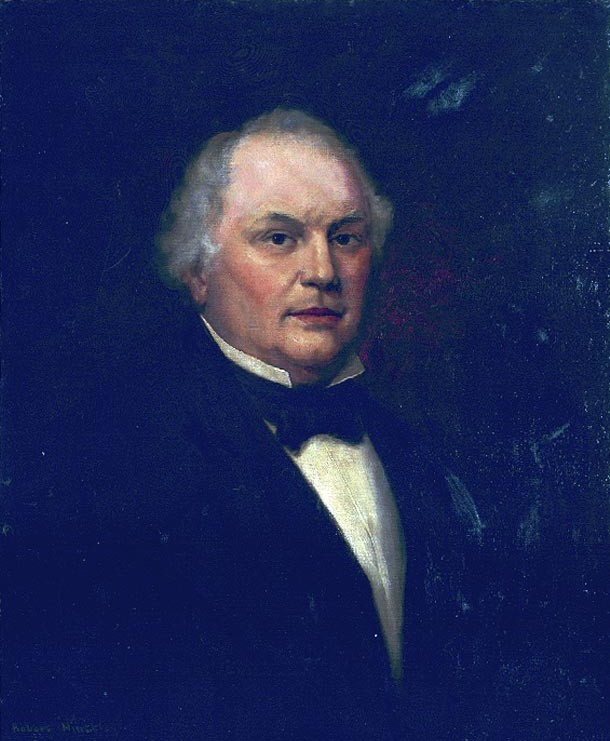
John Y. Mason

John Young Mason (* 18. April 1799 im Greensville County, Virginia; † 3. Oktober 1859 in Paris) war ein US-amerikanischer Jurist, Diplomat, Politiker, Marineminister und Justizminister (Attorney General).

## Studium und berufliche Laufbahn
Mason absolvierte zunächst ein allgemein bildendes Studium an der University of North Carolina at Chapel Hill, das er 1816 mit einem Bachelor of Arts (B.A.) beendete. Anschließend studierte er die Rechtswissenschaften in Connecticut und wurde 1819 als Rechtsanwalt im Southampton County von Virginia zugelassen. Nach der Heirat der Tochter eines Großgrundbesitzers wurde er zusätzlich Farmer.
1837 erfolgte seine Berufung zum Richter am Bundesbezirksgericht für den östlichen Distrikt von Virginia (United States District Court for the Eastern District of Virginia), dem er bis 1844 angehörte. Sein Vorgänger in diesem Amt war Peter Vivian Daniel, sein Nachfolger wurde James Dandridge Halyburton.

## Politische Laufbahn

### Abgeordneter in Virginia und Washington
Mason begann seine politische Laufbahn bereits 1823 mit der Wahl zum Mitglied des Abgeordnetenhauses von Virginia, dem er bis 1827 angehörte. Anschließend war er von 1827 bis 1831 Mitglied des Staatssenats sowie zusätzlich von 1829 bis 1830 Delegierter des Verfassungskonvents von Virginia.
Vom 4. März 1831 bis zum 11. Januar 1831 war er für die Demokraten Abgeordneter im US-Repräsentantenhaus. Dort vertrat er die Interessen des zweiten Kongresswahlbezirks und war außerdem von 1835 bis 1836 Vorsitzender des Ausschusses für Auswärtige Angelegenheiten. Während dieser Zeit war er einerseits aktiver Unterstützer der Politik von Präsident Andrew Jackson, andererseits aber auch ein leidenschaftlicher Kämpfer für die Rechte der einzelnen Bundesstaaten.
1850 war er erneut Delegierter sowie 1851 Präsident des Verfassungskonvents von Virginia. Als Politiker der alten Schule Virginias befürwortete er die Aufrechterhaltung der Sklaverei und lehnte den Abolitionismus entschieden ab.

### Marine- und Justizminister
Am 26. März 1844 berief ihn Präsident John Tyler als Marineminister in sein Kabinett. Dieses Amt übte er bis zum 4. März 1845 aus.
Die Amtszeit als Marineminister war insbesondere geprägt durch einen intensiven wirtschaftlichen Druck durch den US-Kongress, der die Außerdienststellung der Linienschiffe der United States Navy verlangte, damit aber die ständige Anwesenheit auf Außenposten erschwerte. Des Weiteren war seine erste Amtszeit als Marineminister durch den Bau von schwimmenden Trockendocks für mehrere Marinewerften, die Vereinfachung des Marineausrüstungswesens, eine Erweiterung der wissenschaftlichen Versuche der Marine und die Formalisierung des Status der Marineingenieure geprägt.
Anschließend ernannte ihn Präsident James K. Polk zum Justizminister (Attorney General).
Bereits am 10. September 1846 übertrug ihm Polk jedoch erneut die Leitung des Marineministeriums, in dem er seinen vorherigen Nachfolger George Bancroft ablöste. Als solcher verblieb er bis zum Ende von Polks Amtszeit am 4. März 1849 im Amt.

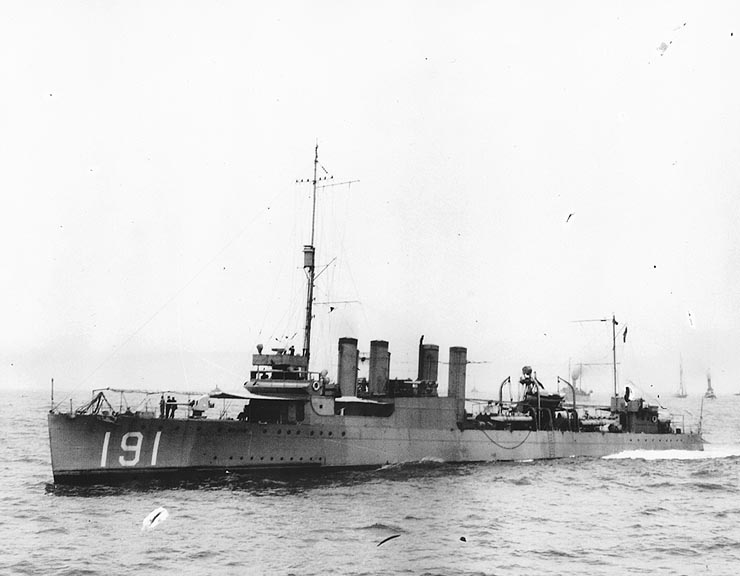
USS Mason (DD-191)

Diese zweite Amtszeit war geprägt durch die Bemühungen zur Stärkung der Marinestreitkräfte im Golf von Mexiko und entlang der Pazifikküste, dem Baubeginn von neuen Dampfschiffen und einem Bestreben zur Beschaffung von potenziellen Kriegsschiffen als zivilgenutzte Postschiffe. Dies war ein frühes, jedoch erfolgloses Experiment eines Public-Private-Partnership-Modells.
Ihm zu Ehren wurde der 1920 in Dienst gestellte Zerstörer Mason benannt, der als Broadwater am 18. Oktober 1941 durch ein deutsches U-Boot versenkt wurde.

### Gesandter in Frankreich
Nach einer erneuten Tätigkeit als Rechtsanwalt von 1849 bis 1853 wurde er durch Präsident Franklin Pierce, dessen Wahlkampf er zuvor unterstützt hatte, am 10. Oktober 1853 zum bevollmächtigten Gesandten in Frankreich ernannt. Dort vertrat er die Interessen der USA bis zu seinem Tod am 3. Oktober 1859 in Paris.
Wegen eines Verstoßes gegen die Kleiderordnung des US-Außenministeriums bei einem Empfang am Hof von Kaiser Napoleon III. wurde er vom damaligen Außenminister William L. Marcy gerügt. Zusammen mit den US-Gesandten in Großbritannien und Irland, James Buchanan, sowie in Spanien, Pierre Soulé, war er im Oktober 1854 Mitverfasser des so genannten Manifests von Ostende, das den Ankauf von Kuba von Spanien vorsah.
Nach seinem Tod in Paris wurde er nach Richmond überführt und auf dem dortigen Hollywood Cemetery beigesetzt.